# Greatest Hits (DVD de ZZ Top)
Greatest Hits é uma compilação de videoclipes do ZZ Top. Foi lançado em 1992 pela Warner Bros. Records.

## Lista de faixas
Todas as faixas por Billy Gibbons, Dusty Hill e Frank Beard. Exceto onde anotada.
1. "Gimme All Your Lovin'"
2. "Sharp Dressed Man"
3. "Legs"
4. "TV Dinners"
5. "Sleeping Bag"
6. "Stages"
7. "Rough Boy"
8. "Velcro Fly"
9. "Give It Up"
10. "My Head's in Mississippi"
11. "Burger Man"
12. "Viva Las Vegas" (Doc Pomus, Mort Shuman)

## Banda
- Billy Gibbons: Guitarra e vocal
- Dusty Hill: Baixo
- Frank Beard: bateria